# 云克拉特
云克拉特（德語：Jünkerath，發音：[ˈjʏŋkəʁaːt]）是德国莱茵兰-普法尔茨州艾费尔火山县的市镇，面积10.1平方千米，2023年12月31日人口为1,852人。